# Эфендиев, Килостан Касимович
Килоста́н Каси́мович Эфенди́ев (кабард.-черк. Ефэнды Къэсым и къуэ Чылэстан; 14 ноября 1924, Аушигер, Северо-Кавказский край — 11 декабря 2019, Нальчик) — советский и российский государственный и общественный деятель, внесшей значительный вклад в развитие культуры народов Кабардино-Балкарии.

## Биография
Родился 14 ноября 1924 года в селе Аушигер Урванского округа Кабардино-Балкарской автономной области, где получил начальное образование. В 1937—1939 годах учился в Нальчикском педагогическом училище. А в 1939—1941 годах — в Кабардино-Балкарском педагогическом институте.
В годы Великой Отечественной войны (1941—1945), окончил Батайское военное авиационное училище имени А. К. Серова, преподавал в Краснодарской и Вязниковской военных авиашколах.
После демобилизации из Красной Армии, с ноября 1945 года был утвержден заведующим отделом крестьянской молодежи Кабардинского обкома ВЛКСМ.
В 1946 — 1948 годах обучался на очном отделении Центральной комсомольской школы при ЦК ВЛКСМ. После ее окончания с ноября 1948 по 1950 год работал первым секретарем Нальчикского горкома ВЛКСМ.
В 1950 — 1954 годах — инструктор ЦК ВЛКСМ, заведующим сектором комсомольских организаций Казахстана и республик Средней Азии ЦК ВЛКСМ.
В 1957 году — окончил Высшую партийную школу при ЦК КПСС.
В 1957 — 1958 годах — инструктор отдела партийных органов Кабардино-Балкарского обкома КПСС.
В 1958 — 1960 годах — второй секретарь Нальчикского горкома КПСС.
В 1960 — 1963 годах — заведующий отделом пропаганды и агитации Кабардино-Балкарского обкома КПСС.
С апреля 1963 года по апрель 1987 года работал министром культуры Кабардино-Балкарской АССР. В качестве министра внес значительный вклад в развитие культуры Кабардино-Балкарии. При его активном участии были созданы Государственный музыкальный театр в г. Нальчик, Дворцы культуры в столице и районах Кабардино-Балкарии, Дома культуры в отдаленных селах и т. д.
С 1987 по 2002 годы возглавлял Кабардино-Балкарское отделение общества «Родина». С 2002 года на протяжении ряда лет руководил Нальчикской городской общественной организацией «Адыгэ Хасэ». В этот период принимал активное участие в проведении Первого Международного конгресса адыгов в Нальчике в 1991 году и создании и деятельности Международной черкеской ассоциации.
Умер 11 декабря 2019 года после продолжительной болезни.

## Писатель, публицист и общественный деятель
На всех этапах своей деятельности К.К. Эфендиев являлся активным участником общественно-политической и культурной жизни Кабардино-Балкарской Республики. Он был членом Кабардино-Балкарского обкома КПСС, неоднократно избирался депутатом Верховного Совета Кабардино-Балкарской АССР.
К. К. Эфендиев объездил 46 стран с государственным академическим ансамблем танца «Кабардинка», являющимся лауреатом множества международных, всесоюзных и всероссийских конкурсов и фестивалей. Итогом этого явилось написание им книги — «Браво, Кабардинка», вышедшей в свет в 1996 году.
В 1996 году на госхранение в УЦДНИ АС КБР поступили документы Эфендиева. В их составе рукописи: путевые заметки «Красивая дорога», литературно-художественное издание «Двадцать дней в королевстве Хашемитов» и другие.
К. К. Эфендиев сотрудничал со средствами массовой информации, о чем свидетельствуют его многочисленные статьи, опубликованные не только в республиканских СМИ, но и зарубежных газетах. В фонде более двадцати статей и интервью К. К. Эфендиева, посвященные зарубежным гастролям ансамбля «Кабардинка», видным государственным и политическим деятелям Б. Е. Кабалоеву, Ю. Х. Темирканову, М. Х. Шекихачеву, В. К. Тлостанову и др.
Особый интерес представляют тексты выступлений К. К. Эфендиева на различных общественно-политических мероприятиях, проходивших в Кабардино-Балкарской республике и за её пределами, отзывы К. К. Эфендиева об опере В. Л. Молова «Камбот и Ляца», балете Л. Когана и А. Проценко «Лялюца».
Автор мемуаров «Годы. события, люди», вышедших в 2010 году.

## Награды
- Заслуженный работник культуры РСФСР[3];
- Заслуженный работник культуры КБАССР;
- Орден «Знак Почёта»;
- Орден Трудового Красного Знамени;
- Четыре медали СССР;
- Орден Звезды Иордании I степени;
- Орден «За заслуги перед Кабардино-Балкарской Республикой»[4].